# 俄清银行旅顺分行旧址
俄清银行旅顺分行旧址，位于辽宁省大连市旅顺口区万乐街33号，现为旅顺钱币博物馆，已列为辽宁省文物保护单位。

## 历史
俄清银行旅顺分行旧址建于1902年。

## 建筑
俄清银行旅顺分行旧址为俄式二层建筑。建筑面积1564平方米，占地面积900平方米。内设八角形木质框架天井。

## 保护
2014年10月，俄清银行旅顺分行旧址公布为第九批辽宁省文物保护单位，编号9-171。